# Jo Bonnier
Karl Joakim Jonas Bonnier, detto Jo o Jocke (Stoccolma, 31 gennaio 1930 – Le Mans, 11 giugno 1972), è stato un pilota automobilistico svedese, morto sul circuito di Le Mans, in Francia durante la 24 Ore di Le Mans 1972.
In Formula 1  vinse il Gran Premio d'Olanda 1959, primo pilota svedese a vincere una gara in Formula 1.

## Carriera

### Gli inizi
Appartenente alla più ricca e prestigiosa famiglia svedese, a 18 anni decise di scappare di casa per dedicarsi al mondo dei motori. Per vivere si diede al commercio di vetture usate e nel 1949 fece la sua prima gara. Ottenuto l'appoggio dell'Alfa Romeo, nel 1955 prese parte alla Mille Miglia e, l'anno seguente, poté debuttare in Formula 1.

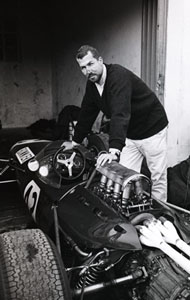
Jo Bonnier nel 1965

### Formula 1
Nel 1956 corse il Gran Premio d'Italia su una Maserati, ritirandosi. Sempre con una Maserati corse quattro Gran Premi nel 1957, senza ottenere punti. Nel 1958 corse per Maserati e BRM, terminando 18º con 3 punti. Nel 1959, alla guida di una BRM, ebbe la sua unica vittoria nel Gran Premio d'Olanda e terminò la stagione all'8º posto con 10 punti. Con lo stesso mezzo concluse la stagione 1960 al 18º posto con 4 punti. Nel 1961 e nel 1962 su una Porsche, terminò entrambe le stagioni al 15º posto con 3 punti. Nel 1963 passò alla Cooper, 11º posto con 6 punti. Nel 1964 lasciò la Cooper dopo il primo Gran Premio per una Brabham; 15º posto con 3 punti. Nel 1965 non fece punti. Nel 1966 si divise fra Cooper e Brabham, ottenendo un punto e il 17º posto. Nel 1967 guidò una Cooper, terminando 15º  con 3 punti. Nel 1968 si divise fra Cooper, McLaren e Honda, terminando 22º posto con 3 punti. Corse due Gran Premi nel 1969 su una Lotus, due nel 1970 con una McLaren e cinque nel 1971 sempre con una McLaren, senza punti.

### La morte
Durante la 24 Ore di Le Mans del 1972, Bonnier, su una Lola, stava effettuando una lunga rimonta quando si trovò davanti la Ferrari di Florian Vetsch, nettamente più lenta. Probabilmente a causa di un errore di valutazione, il pilota svedese mise le ruote sull'erba e fu sbalzato contro la vettura del rivale, che lo catapultò in mezzo agli alberi. Il pilota morì sul colpo. Bonnier oggi riposa nel cimitero di Lidingö.

## Risultati in F1
| 1956 | Scuderia                  | Vettura       |  |  |  |  |  |  |  |     |  |  |  |  |  | Punti | Pos. |
| ---- | ------------------------- | ------------- |  |  |  |  |  |  |  | --- |  |  |  |  |  | ----- | ---- |
| 1956 | Officine Alfieri Maserati | Maserati 250F |  |  |  |  |  |  |  | Rit |  |  |  |  |  | 0     |      |

| 1957 | Scuderia                           | Vettura       |   |  |  |  |     |  |  |  |  |  |  |  |  | Punti | Pos. |
| ---- | ---------------------------------- | ------------- | - |  |  |  | --- |  |  |  |  |  |  |  |  | ----- | ---- |
| 1957 | Scuderia Centro Sud Pilota privato | Maserati 250F | 7 |  |  |  | Rit |  |  |  |  |  |  |  |  | 0     |      |

| 1958 | Scuderia                                                  | Vettura               |  |     |    |  |   |   |     |  |     |     |   |  |  | Punti | Pos. |
| ---- | --------------------------------------------------------- | --------------------- |  | --- | -- |  | - | - | --- |  | --- | --- | - |  |  | ----- | ---- |
| 1958 | Pilota privato Giorgio Scarlatti Owen Racing Organisation | Maserati 250F BRM P25 |  | Rit | 10 |  | 9 | 8 | Rit |  | Rit | Rit | 4 |  |  | 3     | 18º  |

| 1959 | Scuderia                 | Vettura |     |  |   |     |     |   |     |   |  |  |  |  |  | Punti | Pos. |
| ---- | ------------------------ | ------- | --- |  | - | --- | --- | - | --- | - |  |  |  |  |  | ----- | ---- |
| 1959 | Owen Racing Organisation | BRM P25 | Rit |  | 1 | Rit | Rit | 5 | Rit | 8 |  |  |  |  |  | 10    | 8º   |

| 1960 | Scuderia                 | Vettura       |   |   |  |     |     |     |     |     |  |   |  |  |  | Punti | Pos. |
| ---- | ------------------------ | ------------- | - | - |  | --- | --- | --- | --- | --- |  | - |  |  |  | ----- | ---- |
| 1960 | Owen Racing Organisation | BRM P25 e P48 | 7 | 5 |  | Rit | Rit | Rit | Rit | Rit |  | 5 |  |  |  | 4     | 18º  |

| 1961 | Scuderia                   | Vettura   |     |    |   |   |   |     |     |   |  |  |  |  |  | Punti | Pos. |
| ---- | -------------------------- | --------- | --- | -- | - | - | - | --- | --- | - |  |  |  |  |  | ----- | ---- |
| 1961 | Porsche System Engineering | 787 e 718 | Rit | 11 | 7 | 7 | 5 | Rit | Rit | 6 |  |  |  |  |  | 3     | 15º  |

| 1962 | Scuderia                   | Vettura   |   |   |    |    |     |   |   |    |  |  |  |  |  | Punti | Pos. |
| ---- | -------------------------- | --------- | - | - | -- | -- | --- | - | - | -- |  |  |  |  |  | ----- | ---- |
| 1962 | Porsche System Engineering | 804 e 718 | 7 | 5 | WD | 10 | Rit | 7 | 6 | 13 |  |  |  |  |  | 3     | 15º  |

| 1963 | Scuderia               | Vettura   |   |   |    |    |     |   |   |   |   |   |  |  |  | Punti | Pos. |
| ---- | ---------------------- | --------- | - | - | -- | -- | --- | - | - | - | - | - |  |  |  | ----- | ---- |
| 1963 | Rob Walker Racing Team | T60 e T66 | 7 | 5 | 11 | NC | Rit | 6 | 7 | 8 | 5 | 6 |  |  |  | 6     | 11º  |

| 1964 | Scuderia               | Vettura                        |   |   |     |  |     |     |   |    |     |     |  |  |  | Punti | Pos. |
| ---- | ---------------------- | ------------------------------ | - | - | --- |  | --- | --- | - | -- | --- | --- |  |  |  | ----- | ---- |
| 1964 | Rob Walker Racing Team | Cooper T66, Brabham BT11 e BT7 | 5 | 9 | Rit |  | Rit | Rit | 6 | 12 | Rit | Rit |  |  |  | 3     | 15º  |

| 1965 | Scuderia               | Vettura     |     |   |     |     |   |     |   |   |   |     |  |  |  | Punti | Pos. |
| ---- | ---------------------- | ----------- | --- | - | --- | --- | - | --- | - | - | - | --- |  |  |  | ----- | ---- |
| 1965 | Rob Walker Racing Team | Brabham BT7 | Rit | 7 | Rit | Rit | 7 | Rit | 7 | 7 | 8 | Rit |  |  |  | 0     |      |

| 1966 | Scuderia            | Vettura                        |    |     |    |     |   |     |     |    |   |  |  |  |  | Punti | Pos. |
| ---- | ------------------- | ------------------------------ | -- | --- | -- | --- | - | --- | --- | -- | - |  |  |  |  | ----- | ---- |
| 1966 | Anglo-Suisse Racing | Cooper T81, Brabham BT22 e BT7 | NC | Rit | NC | Rit | 7 | Rit | Rit | NC | 6 |  |  |  |  | 1     | 17º  |

| 1967 | Scuderia       | Vettura    |     |  |  |     |  |     |   |   |     |   |    |  |  | Punti | Pos. |
| ---- | -------------- | ---------- | --- |  |  | --- |  | --- | - | - | --- | - | -- |  |  | ----- | ---- |
| 1967 | Pilota privato | Cooper T81 | Rit |  |  | Rit |  | Rit | 6 | 8 | Rit | 6 | 10 |  |  | 3     | 15º  |

| 1968 | Scuderia       | Vettura                                |     |  |    |     |   |  |     |    |   |     |     |   |  | Punti | Pos. |
| ---- | -------------- | -------------------------------------- | --- |  | -- | --- | - |  | --- | -- | - | --- | --- | - |  | ----- | ---- |
| 1968 | Pilota privato | Cooper T81, McLaren M5A e Honda RA 301 | Rit |  | NQ | Rit | 8 |  | Rit | NA | 6 | Rit | Rit | 5 |  | 3     | 22º  |

| 1969 | Scuderia       | Vettura        |  |  |  |  |  |     |     |  |  |  |  |  |  | Punti | Pos. |
| ---- | -------------- | -------------- |  |  |  |  |  | --- | --- |  |  |  |  |  |  | ----- | ---- |
| 1969 | Pilota privato | Lotus 63 e 49B |  |  |  |  |  | Rit | Rit |  |  |  |  |  |  | 0     |      |

| 1970 | Scuderia       | Vettura     |  |  |  |  |  |  |  |  |  |    |  |     |  | Punti | Pos. |
| ---- | -------------- | ----------- |  |  |  |  |  |  |  |  |  | -- |  | --- |  | ----- | ---- |
| 1970 | Pilota privato | McLaren M7C |  |  |  |  |  |  |  |  |  | NQ |  | Rit |  | 0     |      |

| 1971 | Scuderia       | Vettura     |     |  |  |  |  |  |    |    |    |  |    |  |  | Punti | Pos. |
| ---- | -------------- | ----------- | --- |  |  |  |  |  | -- | -- | -- |  | -- |  |  | ----- | ---- |
| 1971 | Pilota privato | McLaren M7C | Rit |  |  |  |  |  | NQ | NP | 10 |  | 16 |  |  | 0     |      |

| Legenda | 1º posto     | 2º posto | 3º posto    | A punti         | Senza punti/Non class.  | Grassetto – Pole position Corsivo – Giro più veloce |
| Legenda | Squalificato | Ritirato | Non partito | Non qualificato | Solo prove/Terzo pilota | Grassetto – Pole position Corsivo – Giro più veloce |